# 小蘭基
49°38′11″N 24°19′6″E / 49.63639°N 24.31833°E
小蘭基（烏克蘭語：Малі Ланки），是烏克蘭西部的村莊，隸屬利維夫州的利維夫區。該村面積1.23平方公里，海拔高度311米，2001年人口575，人口密度每平方公里467.48人。